# Alena Walkawez
Alena Walkawez (belarussisch Алена Валкавец, russisch Елена Волковец/Jelena Wolkowez; * 3. Januar 1975) ist eine frühere belarussische Biathletin und Skilangläuferin.
Die lediglich 1,50 m große Alena Walkawez war zunächst Langläuferin und startete 1996 und 1997 bei FIS-Rennen und im Langlauf-Europa-Cup. Sie gab zum Auftakt der Saison 1998/99 ihr Debüt im Biathlon-Weltcup. In Hochfilzen wurde sie in ihrem ersten Einzel 71. In Oberhof gewann sie im weiteren Verlauf der Saison als 24. eines Sprintrennens ihre beiden ersten und einzigen Weltcuppunkte. Es dauerte noch ein Jahr, bis die Belarussin in Kościelisko bei den Biathlon-Europameisterschaften 2000 ihre ersten internationalen Meisterschaften bestritt. Im Einzel erreichte sie einen 31. Platz, wurde Neunte im Sprint, 20. des Verfolgungsrennen und mit Swetlana Belan, Inna Scheschkil und Swetlana Paramygina verpasste sie als Viertplatzierte knapp eine Medaille. Im weiteren Verlauf der Saison kam sie am Holmenkollen in Oslo zu ihrem einzigen Einsatz bei Weltmeisterschaften und belegte mit Irina Tananaiko, Natalia Permiakowa und Ljudmila Arlouskaja den elften Platz im Staffelrennen, bei dem sie als Schlussläuferin zum Einsatz kam. Bis 2001 folgten regelmäßig weitere Einsätze im Weltcup. Ihren letzten internationalen Einsatz hatte Walkawez bei den Europameisterschaften 2001 in der Haute-Maurienne. In Frankreich belegte sie im Einzel den 34. Platz. Im November 2003 belegte sie zum Abschluss ihrer Karriere bei einem Langlauf-Sprint des Continental-Cups in Kirowsk Platz 29.

## Platzierungen im Biathlon-Weltcup
Die Tabelle zeigt alle Platzierungen (je nach Austragungsjahr einschließlich Olympische Spiele und Weltmeisterschaften).
- 1.–3. Platz: Anzahl der Podiumsplatzierungen
- Top 10: Anzahl der Platzierungen unter den ersten zehn (einschließlich Podium)
- Punkteränge: Anzahl der Platzierungen innerhalb der Punkteränge (einschließlich Podium und Top 10)
- Starts: Anzahl gelaufener Rennen in der jeweiligen Disziplin

| Platzierung                              | Einzel | Sprint | Verfolgung | Massenstart | Staffel | Gesamt |
| ---------------------------------------- | ------ | ------ | ---------- | ----------- | ------- | ------ |
| 1. Platz                                 |        |        |            |             |         |        |
| 2. Platz                                 |        |        |            |             |         |        |
| 3. Platz                                 |        |        |            |             |         |        |
| Top 10                                   |        |        |            |             |         |        |
| Punkteränge                              |        | 1      |            |             | 2       | 3      |
| Starts                                   | 3      | 8      | 5          |             | 2       | 18     |
| Stand: Karriereende, Daten unvollständig |        |        |            |             |         |        |